# Ruta Provincial 425 (San Juan)
La Ruta Provincial 425 es una carretera argentina, que se encuentra en el centro oeste de la Provincia de San Juan no pavimentada. Su recorrido es de 58 kilómetros, teniendo como extremos la Ruta Nacional 149 y la Ruta Provincial 412. Tiene la particularidad de no atraveasar ningún asentamiento humano alguno, pasando por un área que es una reserva natural provincial a la que se denomina «Estancia Don Carmelo».
Esta ruta circula de este a oeste en forma general, sin embargo presenta tramos donde lo hace de norte a sur. 
Conecta las rutas anteriormente nombradas permitieno observar un paisaje completamente desértico de escasa vegetación natural, completamente accidentado.

## Recorrido
Departamento Ullum
- Desde kilómetro 0 a km 6

Departamento Iglesia
- Desde km 6 a km 22

Departamento Calingasta
- Desde el km 22 a km 58

- Datos: Q9071417